# Abd-al-Hamid (nom)
Abd-al-Hamid és un nom masculí teòfor àrab islàmic (àrab: عبد الحميد, ʿAbd al-Ḥamīd) que literalment significa ‘Servidor del Digne d'agraïment’ o ‘Servidor del Lloable’ essent ‘el Digne d'agraïment’ o ‘el Lloable’ un dels epítets de Déu. Si bé Abd-al-Hamid és la transcripció normativa en català del nom en àrab clàssic, també se'l pot trobar transcrit Abdul Hamid, Abd El Hamid... normalment per influència de la pronunciació dialectal o seguint altres criteris de transliteració. Com a teòfor, també el duen molts musulmans no arabòfons que l'han adaptat a les característiques fòniques i gràfiques de la seva llengua: bosnià: Abdulhamid; turc: Abdülhamit.
Vegeu aquí personatges i llocs que duen aquest nom.